# 天柱王
天柱王（？—635年），唐朝初年吐谷浑君王伏允时大臣。
吐谷浑国王伏允年迈，天柱王执掌国事。伏允听信天柱王的计谋，多次侵犯边境；软禁唐使鸿胪丞赵德楷，唐朝派使节传谕让其放回赵德楷，如此十次才让返回。唐太宗亲自向吐谷浑使者晓以祸福，伏允终无悔改之意。又派兵侵犯兰州（今甘肃省兰州市）、廓州（今青海省化隆回族自治县）二州。贞观八年（634年）六月，唐朝派遣左骁卫大将军段志玄为西海道行军总管，讨伐吐谷浑。十一月十九日，吐谷浑侵犯凉州（今甘肃省武威市）。十二月初三，唐太宗任命李靖为西海道行军大总管，讨伐吐谷浑。貞觀九年（635年）五月，李靖率领唐军在乌海（今喀拉湖）大胜伏允。薛万均、薛万彻在赤海（今青海省兴海县）又打败天柱王。伏允有嫡生子大宁王慕容顺，因为入侍隋朝，伏允立另一个儿子为太子。这时，李靖攻破吐谷浑，国人不安，都怨恨天柱王；慕容顺便顺应民心，杀掉天柱王，举国请降。伏允逃到沙漠中，被身边人杀死。吐谷浑人拥立慕容顺为可汗。